# 劉永誠
劉永誠（1954年—），OMIC，廣東新會人。生於澳門，為第四屆澳門立法會委任議員。
2005年為立法會直選組別「愛澳聯盟」第二候選人。2009年10月5日獲行政長官委任為立法會議員。

## 荣誉

### 中国勋章奖章
- 工商功绩勋章（澳门特别行政区，2004年10月19日[3]）

## 延伸阅读
[在维基数据编辑]
 《明史卷三百〇四》，出自《明史》